# Aponema ninae
Aponema ninae is een rondwormensoort uit de familie van de Microlaimidae. De wetenschappelijke naam van de soort is voor het eerst geldig gepubliceerd in 2009 door Portnova.